# 2778 Tangshan
2778 Tangshan је астероид главног астероидног појаса чија средња удаљеност од Сунца износи 2,281 астрономских јединица (АЈ).
Апсолутна магнитуда астероида је 13,0.